# Robert Howard Grubbs
Robert Howard Grubbs (Marshall, Kentucky; 27 de febrero de 1942-19 de diciembre de 2021) fue un químico y profesor universitario estadounidense galardonado con el Premio Nobel de Química de 2005. En 2010 era uno de los más citados del mundo durante la última década en cuanto a número de citas totales con casi 14 000 referencias.

## Biografía
Inició sus estudios de Química en la Universidad de Florida, los continuó en la Universidad de Columbia (Nueva York) y los finalizó en Stanford en 1969.
Poco después, ingresó como profesor ayudante en la Universidad de Míchigan, donde en 1973 fue promovido a profesor asociado, pero cinco años más tarde regresó a California para ejercer como catedrático de Química en el Instituto Tecnológico de California (Caltech), puesto en el que continúo hasta su muerte.
Fue doctor honoris causa por la Universidad de Huelva (España).

## Investigaciones científicas
Sus investigaciones en química órganometálica y química orgánica acerca de la catálisis así como en la metátesis de los alquenos le han proporcionado una sólida reputación internacional e innumerables reconocimientos, como el premio de la Sociedad Americana de Química y la medalla Benjamin Franklin del año 2000.
Junto al francés Yves Chauvin y su colega estadounidense Richard R. Schrock compartió el Nobel de Química de 2005 por su trabajo en el área de la metátesis olefínica.